# Destrucción de bibliotecas
La destrucción de bibliotecas ha sido una práctica habitual a lo largo de la historia, generalmente promovida por exaltados líderes políticos o religiosos; está asociada al fanatismo ideológico y suele acaecer como consecuencia de cambios sociales radicales, enfrentamientos religiosos, y conflictos bélicos. Constituye, junto con la bibliocastia o quema de libros, uno de los capítulos de la Historia de la estulticia, la incultura, el odio y la venganza.

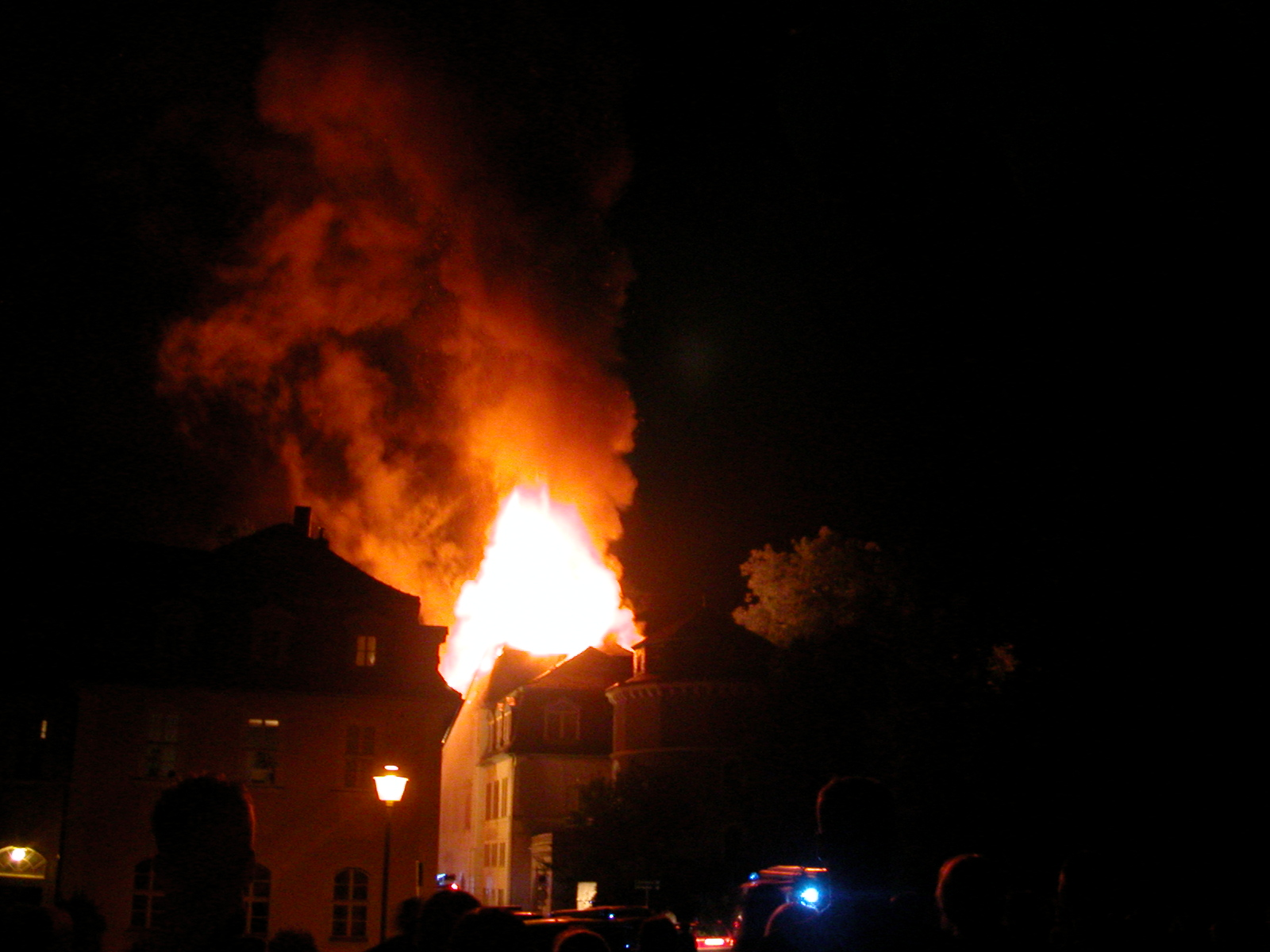
Incendio de la Biblioteca de la duquesa Ana Amalia, en Weimar, Alemania.

En el siglo en que vivió Enrique de Villena apenas habría teólogo, que abriendo un libro donde hubiese algunas figuras geométricas, no las juzgase caracteres mágicos, y sin más examen le entregase al fuego... un francés, llamado Genest, viendo un manuscrito donde estaban explicados los Elementos de Euclides, por las figuras que tenía se imaginó que era de nigromancia, y al momento echó á correr despavorido, pensando que le acometían mil legiones de demonios, y fue tal el susto, que murió de él.
Fray Benito Jerónimo Feijoo y Montenegro, Obras escogidas, 1863, p. 317-8.

## Hitos en la historia de la destrucción de bibliotecas
La historia de la destrucción de las bibliotecas acompaña a la historia de la humanidad y parece no tener fin. Estos son algunos de los principales hitos documentados: 
- El Papiro de Ipuur, narrado por "el príncipe Ipu", partidario del viejo orden, describe cómo fueron destruidas, entre otras cosas, muchas bibliotecas de templos durante el primer periodo intermedio de Egipto (ca. 2175 a 2040 a. C.) Posiblemente, se trata de la primera revolución social documentada.
- Las desavenencias entre los clérigos partidarios de Amón y los de Atón provocaron la destrucción de las obras de sus adversarios, que incluso borraron escrupulosamente de todo el país el nombre del principal valedor de Atón, el faraón Ajenatón (ca. 1353 - 1337 a. C.)
- Cuando Nínive es arrasada en 612 a. C., se destruyó la biblioteca real de Asurbanipal, que contenía relatos como: la Epopeya de Gilgamesh, el mito de Adapa, o el pobre hombre de Nipur, precedentes de Las mil y una noches.[1] Afortunadamente, muchos restos de tablillas cerámicas fueron halladas por los arqueólogos.
- Heródoto escribió que cuando Cambises invadió Egipto en 525 a. C., arrasó los templos y quemó todo resto de cultura del país, quedándose sólo con el oro, pues este no ofendía su memoria.
- En la fortaleza de los espíritus del palacio de Darío I (ca. 549 - 485 a. C.) en Persépolis, se guardaban los archivos de los reyes aqueménidas, grabados en plomo y estaño, en una oscura sala (la 33 del Tesoro). Fue incendiada, pero la leyenda cuenta que se salvaron los dos únicos manuscritos de Zoroastro: «el libro de los libros de Persia», escrito con letras de oro, aunque pocos siglos después fueron destruidos en el incendio de la Biblioteca de Alejandría, donde estaban depositados.
- El tirano griego Pisístrato, reunió en su Biblioteca las obras de la época –inicialmente, con el objetivo de componer la Ilíada–, pero fue saqueada por Jerjes en 480 a. C.
- La Gran Biblioteca de Alejandría, foco de la cultura helénica, promovida por los Ptolomeos, donde intentaron compilar todo el conocimiento de la época, era «la editorial más grande de la antigüedad» según Vitruvio, y sucumbió el año 48 a. C., en el incendio que devastó la ciudad de Alejandría durante el asedio de César. Aunque los cronistas romanos de la época omiten el acontecimiento[cita requerida] y otros lo consideran destrucción parcial o lo posponen, achacándolo a líderes fanáticos, tales como el obispo Teófilo o el califa Omar.
- Cuando Teodosio I (379 - 395) declaró religión oficial al cristianismo, comenzó la persecución de lo pagano, y los seguidores del obispo Teófilo, destruyeron el Serapeum de Alejandría, los restos de la Gran Biblioteca y los templos. El sacerdote hispano Paulo Orosio, que viajó a Alejandría veinte años después, escribió en su Historias contra los paganos: «Existen hoy templos, que nosotros hemos visitado, cuyos estantes de libros han sido vaciados por los hombres de nuestro tiempo».[2]
- La biblioteca de la residencia de los papas en Letrán, disponía de numerosos libros de diversos autores clásicos griegos y latinos que fueron ordenados quemar por Gregorio I (590) «el cónsul de Dios», perdiéndose ejemplares de Cicerón, Tito Livio y otros muchos autores, alegando que «los jóvenes prefieren esas lecturas al Nuevo Testamento». A partir de este pontífice se consideró que la sola proximidad de un libro pagano puede poner en peligro un alma piadosa.[3]
- Egipto es declarado islámico en 604; los Libros de la sabiduría estaban depositados en los Tesoros reales, pero en 633 Omar proclamó: «...si lo que dice en ellos es conforme al Libro de Dios no permite ignorarlos, pero si hay algo en ellos contra el Libro, son malos, sea como sea, destrúyelos.» Se utilizaron como combustible.
- Por haberle privado de su amor, la esposa del rico príncipe fatimí Mahmud al Dawla bin Fatik, después de su fallecimiento destruyó su biblioteca, una de las cuatro más admirables de El Cairo. El príncipe, gran poeta, adoraba leer y escribir noche tras noche.
- La Biblioteca Imperial de Constantinopla (creada en el siglo IV d. C. y que llegó a tener más de 100 mil rollos en la época de Teodosio), sufrió varios incendios: en el 473 se quemaron cerca de 120.000 volúmenes, también es quemada en el siglo VIII en época de León III el Isáurico. Con la Cuarta Cruzada (1202-1204), la estructura del edificio sufrió graves daños. La Biblioteca de nuevo es devastada por los turcos en el 1453.
- Con el ascenso al poder de Almanzor, y bajo recomendación de los ulemas malikíes, se hizo una quema de libros de la Gran Biblioteca de Córdoba en el 979 frente al lugar donde se albergaba, el Alcázar andalusí de Córdoba, todo ello por no seguir la ortodoxia islámica. Este gran golpe a la biblioteca fue el comienzo de su declive, que culminaría con el saqueo de Fitna de Al-Ándalus.
- Los cruzados sitiaron Trípoli, los vencedores, entre otras tropelías, prendieron fuego a la Biblioteca en 1109. Un sacerdote, viendo la multitud de ediciones del Corán depositadas en sus estanterías ordenó su incendio.
- La biblioteca de la Madraza de Granada, la primera Universidad de esta ciudad, fue asaltada por las tropas del cardenal Cisneros, a finales de 1499,  los libros fueron llevados a la plaza de Bib-Rambla donde se quemaron en pública hoguera. El edificio de la Madraza una vez clausurada la Universidad fue donado por el rey Fernando para Cabildo (Ayuntamiento) de la ciudad, en septiembre de 1500.
- La Biblioteca Nacional del Perú entre 1823 y 1824 durante la guerra de independencia es tomada por los españoles, estos últimos quemarían y esconderían buena parte del material contenido en su interior para evitar que caiga en mano de los independentistas, la biblioteca también sería usada como cuartel durante el asedio a Lima.
- La Biblioteca Nacional del Perú es destruida, saqueada e incendiada por tropas del ejército chileno en 1881.
- La Casa Profesa de Madrid de los jesuitas fue incendiada por turbas anticlericales el 11 de mayo de 1931, durante la quema de conventos de 1931, quemándose su biblioteca, en aquel momento considerada la segunda mejor de España con 80.000 volúmenes e incunables de incalculable valor.
- La Biblioteca Nacional del Perú en 1943 es consumida casi en su totalidad en un incendio de dudosa procedencia.
- La Biblioteca Nacional de Sarajevo (Vijećnica) fue quemada a finales de agosto de 1992. El incendio fue causado por el fuego de artillería del ejército serbio-bosnio. El edificio no tenía valor estratégico ni importancia militar, pero constituía el gran símbolo de identidad de un pueblo; poseía unos dos millones de libros y miles de documentos y manuscritos de gran valor, conservados a lo largo de siglos tanto por musulmanes como por serbios ortodoxos, croatas católicos y judíos.
- En 2003, durante la Invasión de Irak por parte de tropas estadounidenses y británicas, se quemaron alrededor de un millón de libros de la Biblioteca Nacional de Irak.
- En 2014, en el marco de violentas protestas en Venezuela, un grupo de manifestantes queman la biblioteca de la Universidad Nacional Experimental de las Fuerzas Armadas (UNEFA), en la ciudad de San Cristóbal, estado Táchira.